# 春日井秀雄
春日井 秀雄（かすがい ひでお、1902年1月27日 - 1986年1月11日）は日本の政治家。荒川区議（2期）、東京市議（2期）、東京都議（8期）、第22代都議会議長を歴任した。

## 経歴
1902年1月27日、岐阜県に生まれる。1934年に中央大学法学部を卒業。1936年から荒川区会議員を2期11年務める。また、1939年3月14日から1943年6月30日まで東京市会議員を務めた。1949年3月2日の東京都議会議員補欠選挙で荒川区選挙区より立候補して、初当選する。都議会では、決算委員会委員長（1951年から1952年）、東京都議会改進党政調会長（1953年から1954年）、東京都議会改進党幹事長（1954年）、日本民主党都議団幹事長（1954年から1955年）、都議会自民党幹事長（1958年から1959年）、財務主税委員会委員長（1962年から1963年）、都議会自民党幹事長（再任・1965年から1966年）を歴任した。1969年8月に第22代東京都議会議長に就任した。また、1971年からは全国都道府県議会議長会会長も務める。1972年9月に議長を退任した。1977年の任期満了で都議を退任した。1986年1月11日に死去した。

## 栄典
- 1960年 - 藍綬褒章[1][2]
- 没後 - 勲二等瑞宝章[2]

## 子女
- 息子 - 春日井明（清泉女子大学教授）[1]